# Dener Pacheco
Dener de Souza Pacheco (Tubarão, 11 de agosto de 1983-Río de Janeiro, 6 de marzo de 2010) fue un actor y modelo brasileño. 

## Biografía
Nació y creció en Tubarão en el estado de Santa Catarina, Pacheco vivió en la ciudad hasta los 14 años. Luego se fue a São Paulo para seguir una carrera como modelo, antes de eso trabajó como camarero durante 5 años, hasta que surgió un trabajo para rodar como modelo. Fue comparado con el actor británico Robert Pattinson.
Dener hizo un ensayo para la marca Louis Vuitton en Uruguay. En agosto de 2009, se trasladó a Río de Janeiro, donde actuó en la telenovela Acuarela del amor, su primer y único trabajo en televisión. En la trama, Pacheco interpretó a Renan, un chico rico que se enamora de Vanessa. 
En el mismo año comenzó a ensayar para la obra Vem Comigo, que debutaría en marzo de 2010 en São Paulo y Minas Gerais. 

### Causa de muerte
Pacheco murió el 6 de marzo de 2010 a causa de un grave cáncer de pulmón y estómago. el cuerpo del actor fue enterrado en su ciudad natal.

## Filmografía
| Año       | Título            | Personaje          | Notas |
| --------- | ----------------- | ------------------ | ----- |
| 2009-2010 | Acuarela del amor | Renan Di Francesco |       |